# Teorema del coseno
In geometria, il teorema del coseno esprime la relazione tra la lunghezza dei lati di un triangolo e il coseno di uno dei suoi angoli. Può essere considerato una generalizzazione del teorema di Pitagora al caso di triangoli non rettangoli. 
L'enunciato trova la sua origine negli Elementi di Euclide, nel libro ll, proposizione 12. Poi fu studiato da autori arabi, persiani ed europei nel medioevo. In Italia è conosciuto come teorema di Carnot, anche se non fu lui il primo a formalizzarlo.

## Il teorema
Con riferimento alla figura a lato, si desidera trovare la lunghezza di un lato di un qualsiasi triangolo, essendo note le lunghezze degli altri due lati e l'ampiezza dell'angolo tra essi compreso. Si ha:
{\displaystyle {\overline {AB}}^{2}={\overline {AC}}^{2}+{\overline {BC}}^{2}-2\cdot {\overline {AC}}\cdot {\overline {BC}}\cos \gamma .}

### Dimostrazione con il teorema di Pitagora
Applicando il teorema di Pitagora al triangolo rettangolo {\displaystyle AHB,} si ha:
{\displaystyle {\overline {AB}}^{2}={\overline {AH}}^{2}+{\overline {BH}}^{2},}
Risolvendo il triangolo rettangolo {\displaystyle AHC} si ha anche:
{\displaystyle {\overline {AH}}={\overline {AC}}\sin \gamma .}
Vale inoltre
{\displaystyle {\overline {BH}}={\overline {BC}}-{\overline {HC}}={\overline {BC}}-{\overline {AC}}\cos \gamma .}
Sostituendo nella prima uguaglianza si ottiene:
{\displaystyle {\overline {AB}}^{2}={\overline {AC}}^{2}\sin ^{2}\gamma +{\overline {BC}}^{2}+{\overline {AC}}^{2}\cos ^{2}\gamma -2{\overline {BC}}\cdot {\overline {AC}}\cos \gamma .}
Per la relazione fondamentale {\displaystyle \sin ^{2}\gamma +\cos ^{2}\gamma =1,} questa equazione può essere semplificata in:
{\displaystyle {\overline {AB}}^{2}={\overline {AC}}^{2}+{\overline {BC}}^{2}-2{\overline {BC}}\cdot {\overline {AC}}\cos \gamma .}
Nel caso di un triangolo rettangolo, ossia con {\displaystyle \gamma =\pi /2,} il terzo addendo del secondo membro è nullo e si ricade nel teorema di Pitagora, mentre se il triangolo è ottusangolo ({\displaystyle \gamma >\pi /2}) la dimostrazione procede allo stesso modo, con la differenza che in questo caso:
{\displaystyle {\overline {HC}}={\overline {AC}}\cos(\pi -\gamma )=-{\overline {AC}}\cos \gamma }
e quindi si trova nuovamente
{\displaystyle {\overline {BH}}={\overline {BC}}+{\overline {HC}}={\overline {BC}}-{\overline {AC}}\cos \gamma .}

### Dimostrazione con vettori
Si considerino, con riferimento alla figura precedente, i vettori:
{\displaystyle {\vec {a}}={\vec {BC}};}
{\displaystyle {\vec {b}}={\vec {AC}};}
{\displaystyle {\vec {c}}={\vec {AB}}.}
Si può quindi scrivere che:
{\displaystyle {\vec {c}}={\vec {b}}-{\vec {a}}.}
Calcolando il modulo al quadrato di ambo i membri si ottiene:
{\displaystyle |{\vec {c}}|^{2}=|{\vec {b}}-{\vec {a}}|^{2}=({\vec {b}}-{\vec {a}})\cdot ({\vec {b}}-{\vec {a}}),}
{\displaystyle |{\vec {c}}|^{2}=|{\vec {b}}|^{2}+|{\vec {a}}|^{2}-2{\vec {b}}\cdot {\vec {a}},}
dove {\displaystyle {\vec {b}}\cdot {\vec {a}}} è il prodotto scalare tra {\displaystyle {\vec {b}}} e {\displaystyle {\vec {a}}}. Usando infine il fatto che {\displaystyle {\vec {a}}\cdot {\vec {b}}=|{\vec {a}}||{\vec {b}}|\cos \gamma } si ricava
{\displaystyle c^{2}=a^{2}+b^{2}-2ab\cos \gamma .}